# Сёстры от Ангелов-Хранителей

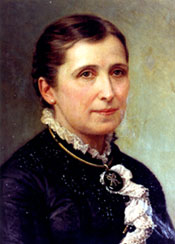
Основательница конгрегации Сестёр от Ангелов-Хранителей Рафаэла Ибарра-де-Вилальонга

Сёстры от Ангелов-Хранителей (исп. Hermanas de los Santos Ángeles Custodios, RAC) — женская монашеская конгрегация понтификального права, основанная блаженной Рафаэлой Ибарра-де-Вилальонга.

## История
Монашеская конгрегация "Сёстры от Ангелов-Хранителей была основана в Бильбао в 1894 году блаженной Рафаэлой Ибарра-де-Вилальонга. В 1885 году после 24 лет замужества она принесла личный обет целомудрия и стала жить молитвенной жизнью. Вскоре возле неё образовалась небольшая женская община, которую Рафаэла Ибарра-де-Валальонга назвала в честь Святого Семейства. В 1894 году она открыла приют для молодых рабочих-эмигрантов, не имевших места жительства. Вскоре она вместе с тремя последовательницами решила опекать детей-сирот и назвала свою общину «Сёстры от Ангелов-Хранителей». 8 декабря 1894 года считается днём основания конгрегации.
11 марта 1901 года уже после кончины основательницы община «Сёстры от Ангелов-Хранителей» была утверждена на епархиальном уровне епископом Бильбао. 21 января 1921 года Святой Престол одобрил декретом «Decretum laudis» деятельность конгрегации Сестёр от Ангелов-Хранителей. 2 июля 1940 года Святой Престол окончательно утвердил Устав конгрегации.
30 сентября 1984 года Римский папа Иоанн Павел II причислил основательницу конгрегации с к лику блаженных.

## В настоящее время
В настоящее время Сёстры от Ангелов-Хранителей занимаются образовательной и воспитательной деятельностью среди детей и молодёжи в различных учебных и воспитательных учреждениях.
Генеральный монашеский дом конгрегации находится в Мадриде. Монашеские общины конгрегации действуют в Аргентине, Бразилии, Доминиканской Республике, Пуэрто-Рико, Мексике и Испании.
На 31 декабря 2005 года в конгрегации было 193 сестёр в 34 монашеских общинах.

## Источник
- Annuario Pontificio, Libreria Editrice Vaticana, Città del Vaticano 2003, ISBN 978-88-209-8355-0.
- Guerrino Pelliccia e Giancarlo Rocca (curr.), Dizionario degli istituti di perfezione (10 voll.), Edizioni paoline, Milano 1974—2003.
- Institute of Notre-Dame de Namur/ Catholic Encyclopedia. New York: Robert Appleton Company. 1913.